# Rayososaurus
Rayososaurus ist eine Gattung sauropoder Dinosaurier aus der Unterkreide von Südamerika. Es konnten Fossilien eines Individuums in der Rayoso-Formation aus der Apt-Stufe im argentinischen Teil Patagoniens geborgen und 1995 von José Fernando Bonaparte wissenschaftlich beschrieben werden. Die Typusart ist Rayososaurus agrionensis. Calvo und Salgado betrachten Rayososaurus 1996 noch als nomen dubium, also als nichtzuordenbare Gattung.
Fossil ist Rayososaurus lediglich mit einem Schulterblatt, einem Oberschenkelknochen und einem Teil des Wadenbeines belegt. Ein ausgewachsenes Exemplar erreichte eine geschätzte Länge von 6 Metern und ein Gewicht von 6 Tonnen. Die Form des Schulterblatts weist Rayososaurus als Rebbachisauriden und damit als Sauropoden aus. Dem Bauplan dieser Gruppe entsprechend besaß er einen kleinen Kopf sowie einen langen Hals und Schwanz. Er war wie alle Sauropoden ein Pflanzenfresser und bewegte sich quadruped fort, also auf vier Beinen.
Die in Afrika gefundenen Fossilien von Rebbachisaurus sind fast identisch mit denen von Rayososaurus. Dies wird als Beleg für die Existenz einer Landbrücke zwischen Afrika und Südamerika während der Kreide gedeutet. Eine der beiden Arten entwickelte sich dann allopatrisch aus der anderen, als sie in eine neue Landmasse einwanderte.